# La Terre des Peaux-Rouges
La Terre des Peaux-Rouges és una monografia il·lustrada sobre la història dels amerindis nord-americans (en argot "pellrojos"), de l'antropòleg i etnòleg Philiphe Jacquin, del 1987. S'hi ha adaptat una pel·lícula documental homònima.

## Introducció
Aquest llibre de butxaca és gairebé una "novel·la gràfica", farcida de plaques de colors.
L'autor recorre la història de les tribus ameríndies autòctones -algonquins, hurons, iroquesos, xeienes, comanxes, apatxes, sioux...- que poblaven el continent americà abans que fos envaït pels europeus, i les guerres índies que hi van seguir. Bou Assegut, Cavall Boig, el general Custer, vists a través del prisma distorsionador de la literatura i el western.

## Acollida
El lloc web Babelio dona a aquesta obra una valoració mitjana de 3,91 sobre 5, basada en 22 notes. Al lloc web Goodreads, el llibre té una valoració mitjana de 3,63/5 basada en 8 puntuacions, i això indica crítiques generalment positives.

## Adaptació documental
El 2002, en coproducció amb Arte France i Trans Europe Film, en col·laboració amb Éditions Gallimard, es va produir l'adaptació de La Terre des Peaux-Rouges, dirigida per Jean-Claude Lubtchansky, i emesa per Arte en L'aventura humana.

### Fitxa tècnica
- Títol: La Terre des Peaux-Rouges
- Títol alemany: Indianerland[7]
- Títol alternatiu alemany: Indianerland: Enteignung und Verdrängung der amerikanischen Ureinwohner
- Realització: Jean-Claude Lubtchansky
- Imatge: Mikaël Lubtchansky
- Muntatge: Jean-Claude Lubtchansky
- Escriptura: Carole Lubtchansky
- Veu: Serge Avédékian i François Marthouret
- Productor: Jean-Pierre Gibrat
- Administradora de producció: Nathalie Cayn
- Documentals: Magali Honorat i Michael Dolan
- Responsable de desenvolupament: Ahmed El-Sheikh
- Estudi Agovision: Thierry Jouberteix
- Mitjans tècnics: Taller de Creació Audiovisual
- Empreses productores: Arte France, Trans Europe Film, Éditions Gallimard, en associació amb Aboriginal Peoples Television Network of Canada
- Estat d'origen:  França
- Llengua: doblatge francés, alemany
- Durada: 52 minuts
- Data d'estrena: 2002 en Arte